# عمارة الباروك في البرتغال

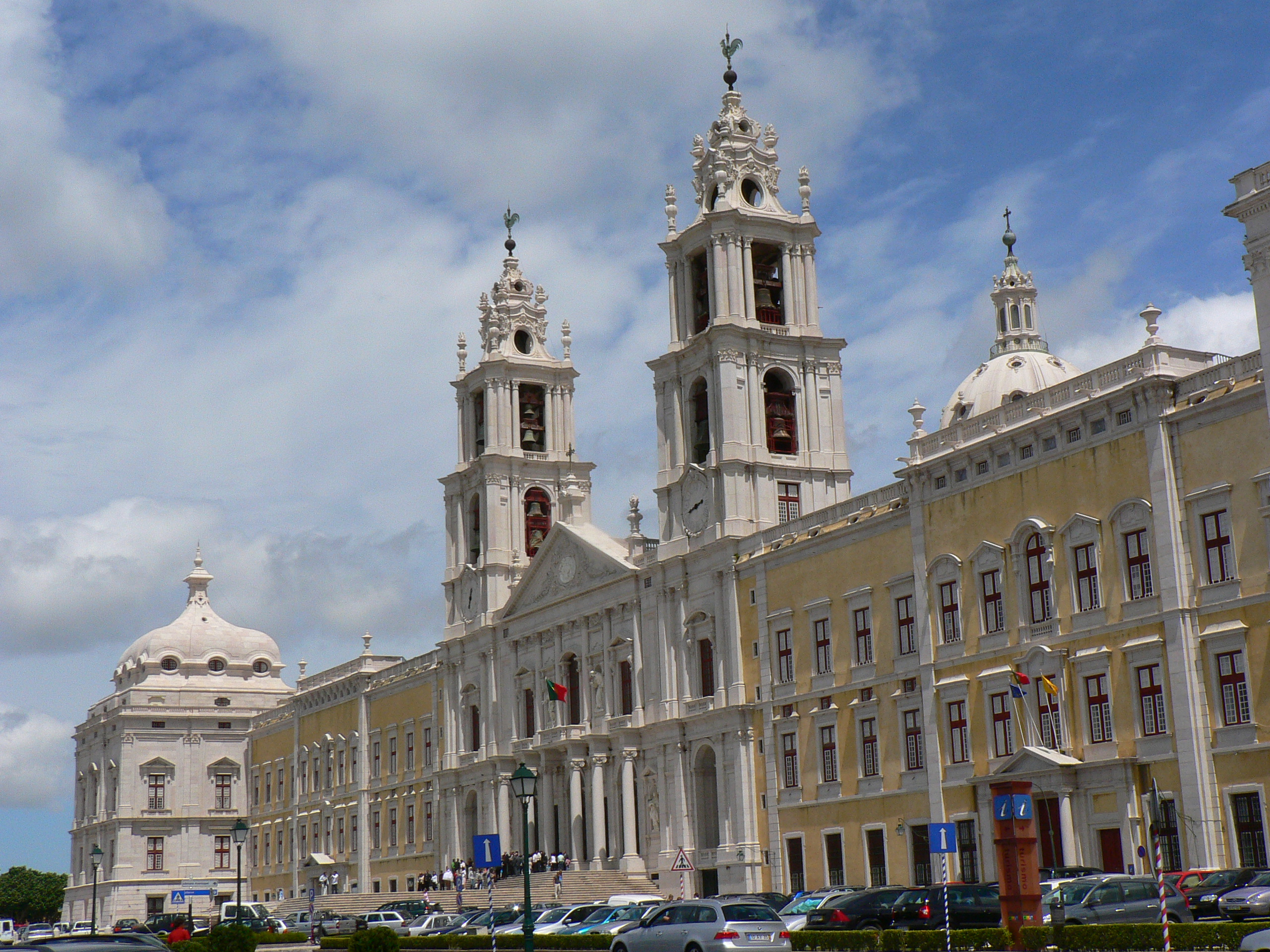

استمرت عمارة الباروك في البرتغال نحو قرنين من الزمن (أواخر القرن السابع عشر والقرن الثامن عشر). زاد عهد كل من جون الخامس وجوزيف الأول من واردات الذهب والألماس في فترة زمنية سُميت بالملكية المطلقة، مما سمح للباروك البرتغالي بالازدهار.

## عمارة الباروك
تخضع عمارة الباروك في البرتغال لوضع خاص للغاية ولجدول زمني مختلف عن بقية أنحاء أوروبا، إذ ترتبط بعدة عوامل سياسية وفنية واقتصادية، وتنشأ من عدة مراحل وأنواع مختلفة من التأثيرات الخارجية، وهذا ما أدى إلى مزيج فريد من نوعه يُسيء فهمه الباحثون عن الفن الإيطالي غالبًا، ولكن من خلال أشكال وشخصيات محددة. بدأت عمارة الباروك في لحظة معقدة مع الجهود المالية للمملكة التي كانت توجه إلى حرب الاستعادة البرتغالية بعد 60 عامًا من الاتحاد الإيبيري.
يُعد وجود العمارة اليسوعية عاملًا رئيسيًا آخر، والتي تُسمى أيضًا «الأسلوب البسيط».
المباني عبارة عن بازيليكات مكونة من غرفة واحدة، وكنيسة رئيسية عميقة وكنائس جانبية (مع أبواب صغيرة للاتصال)، تخلو جميعها من الزخرفية الداخلية والخارجية وتمتلك نوافذ بسيطة للغاية. بالتالي فإن هذه المباني عملية جدًا، ويُسمح ببنائها في جميع أنحاء الإمبراطورية مع بعض التعديلات الطفيفة، وتجهيزها للزخرفة في وقت لاحق عندما تتوفر الموارد الاقتصادية. في حقيقة الأمر، لا يفتقر الباروك البرتغالي إلى البناء، لأنه من السهل تحويل «الأسلوب البسيط» لهذه المباني من خلال إضافة الزخرفة (الرسم والتبليط وغيرها)، وتحويل المناطق الفارغة إلى سيناريوهات الباروك المبهجة.

## الباروك الدولي
أصبحت البرتغال جاهزة للباروك الدولي بعد نهاية استعادة حرب الاستقلال وبعد أزمة الخلافة بين أفونسو السادس وبيدرو الثاني. بدأ هذا تدريجيًا من خلال تغيير نموذج المانييريزمو في محاولة لتحريك وتحديث المباني الجديدة، باستخدام المنشأة المركزية وبعض الزخارف كما هو الحال في كنيسة سانتا انغراسيا في لشبونة التي صممها جواو نونيس شونوكو وجواو أنتونيس.
تُعد كنيسة سانتا انغراسيا مبنىً مثيرًا للإعجاب مصممًا باستخدام المنحنيات والأشكال الهندسية، وهي منشأة مركزية تعلوها قبة كبيرة (اكتملت في القرن العشرين) مزينة بالرخام الملون مما فرض مكانتها في المدينة.
مر الباروك في فترة من الروعة والثراء وهو ما كان أمرًا جديدًا في البرتغال في عهد الملك جون الخامس. ما تزال جودة المباني التي بقيت إلى يومنا هذا مثيرة للإعجاب على الرغم من الزلزال الذي أصابها في عام 1755. من هذه المباني القصر الرئيسي والقصر الملكي (كلاهما دُمر في الزلزال) وقصر مافرا الوطني وجميعها تُعد من الأعمال الرئيسية للملك.
تجلب قناة المياه الحرة المياه إلى لشبونة عبر 11.18 ميلًا، مع التركيز على القسم الواقع فوق وادي الكانتارا بسبب النصب التذكارية للأقواس المهيبة. ومع ذلك، ما تزال هناك علامات واضحة على عظمة هذه الفترة في جميع أنحاء البلاد من خلال الأعمال الرئيسية أو حتى الصغيرة منها.
أخذت أعمال الخشب المذهب خصائص وطنية بسبب أهميتها وغناها بالزخارف، وشهد الرسم والنحت والفنون الزخرفية والتبليط تطورًا كبيرًا. تُعد مكتبة جوانينا (التي سُميت تيمنًا بالملك جون الخامس) واحدة من أكثر الأمثلة الغنية بالمنحوتات الخشبية المذهبة من تلك الفترة، وقد بُنيت في المبنى الرئيسي القديم لجامعة قلمرية. توجد العديد من الأعمال الأقل شهرة في جميع أنحاء البلاد، بالتحديد في كل من فيسيو وشنترين وفارو.